# ودي بن جماز
ودي بن جماز بن شيحة أحد أمراء إمارة آل مهنا. تولى إمارة المدينة المنورة في عام 727 هـ.

## نسبه
هو الشريف أبو مزروع ودي بن جماز بن شيحة بن هاشم بن قاسم بن مهنا بن حسين بن مهنا بن داود بن القاسم بن عبيد الله بن طاهر بن يحيى بن الحسين بن جعفر بن عبد الله ابن الحسين بن زين العابدين ابن الحسين بن علي بن أبي طالب الحسيني الهاشمي.

## سيرته
نشأ بين أهله حكام المدينة المنورة لعدة قرون، وكان أبوه جماز بن شيحة أميراً للمدينة حتى عام 700 هـ، حيث تنازل فيه عن الإمارة لولده منصور بسبب ضعفه وكبر سنه.
انتزع ودي بن جماز الامارة في صفر سنة 727 هـ من أبناء اخيه  ثابت بن جماز بن شيحة، وتوجه لمصر طمعاً في الاستمرار بالامارة، فاعتقل هناك واستمر طفيل أميراً، أزيد من ثمان سنين بأيام، فوليها ودي في شوال سنة ست وثلاثين وسبعمائة، ثم عاد طفيل عنوة سنة ثلاث وأربعين، واستمر أميراً، حتى صرف سنة خمسين، فخرج عنها بعد نهب أصحابه لها، وقصد مصر، فاعتقل بها حتى مات معتقلاً في شوال سنة اثنتين وخمسين.

## وفاته
توفى في شوال سنة 752 هـ.

## وصلات خارجية
مركز بحوث ودرسات المدينة المنورة
تاريخ الحكام والسلالات الحاكمة 